# Ratolí marsupial papú
El ratolí marsupial papú (Planigale novaeguineae) és una espècie de petit marsupial carnívor de la família dels dasiúrids. És originari de Nova Guinea.